# Lejonfastigheter
Lejonfastigheter AB är ett kommunalt fastighetsbolag i Linköpings kommun. Bolaget äger och förvaltar fastigheter som används för offentlig verksamhet, såsom skolor, förskolor, vårdboenden samt kultur- och idrottsarenor.
Företaget hette ursprungligen Linköpings kommunala fastigheter (förkortat LKF) och fick sitt nuvarande namn 2010.

## Exempel på fastigheter[3]

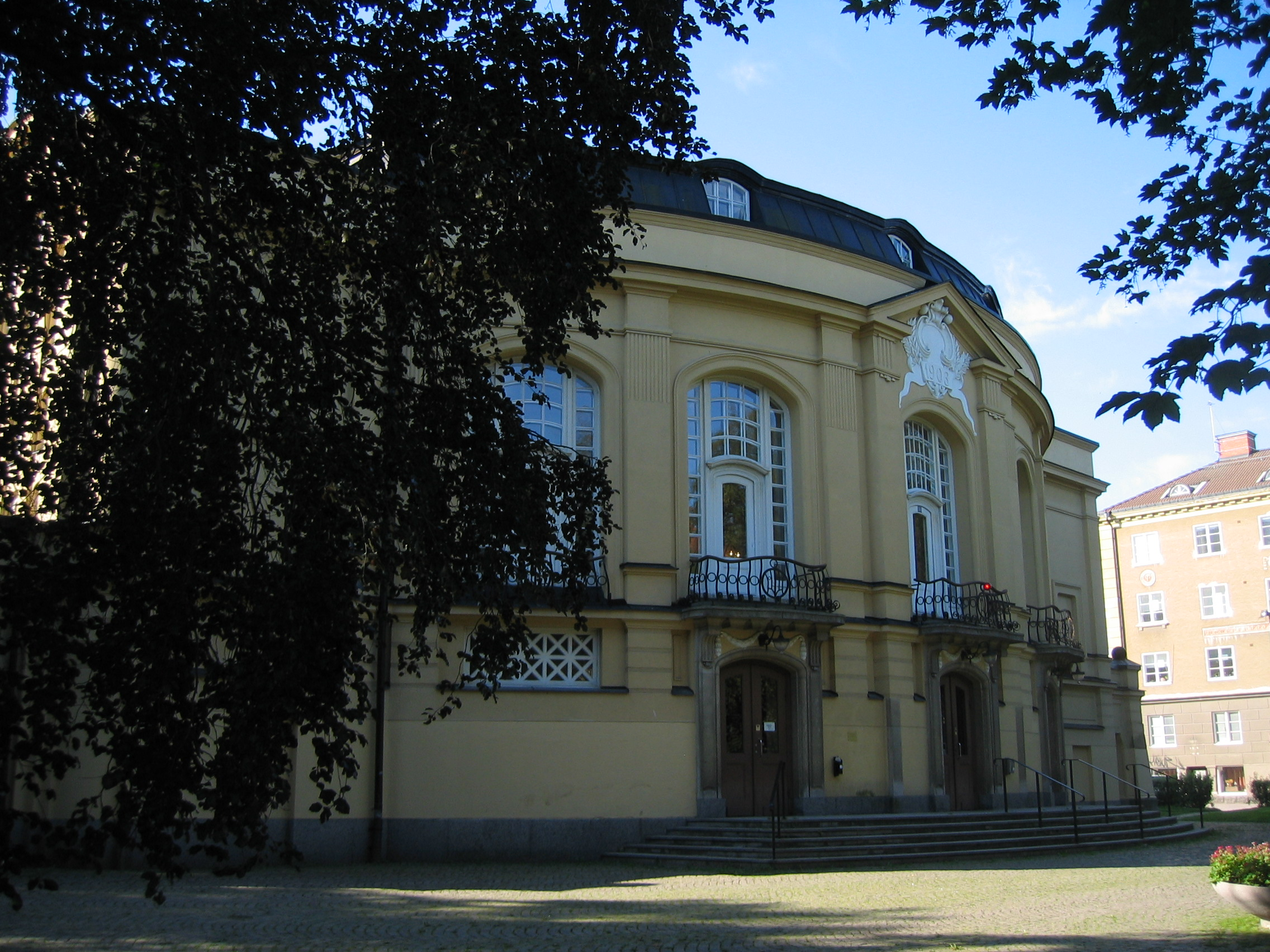
Stora teatern
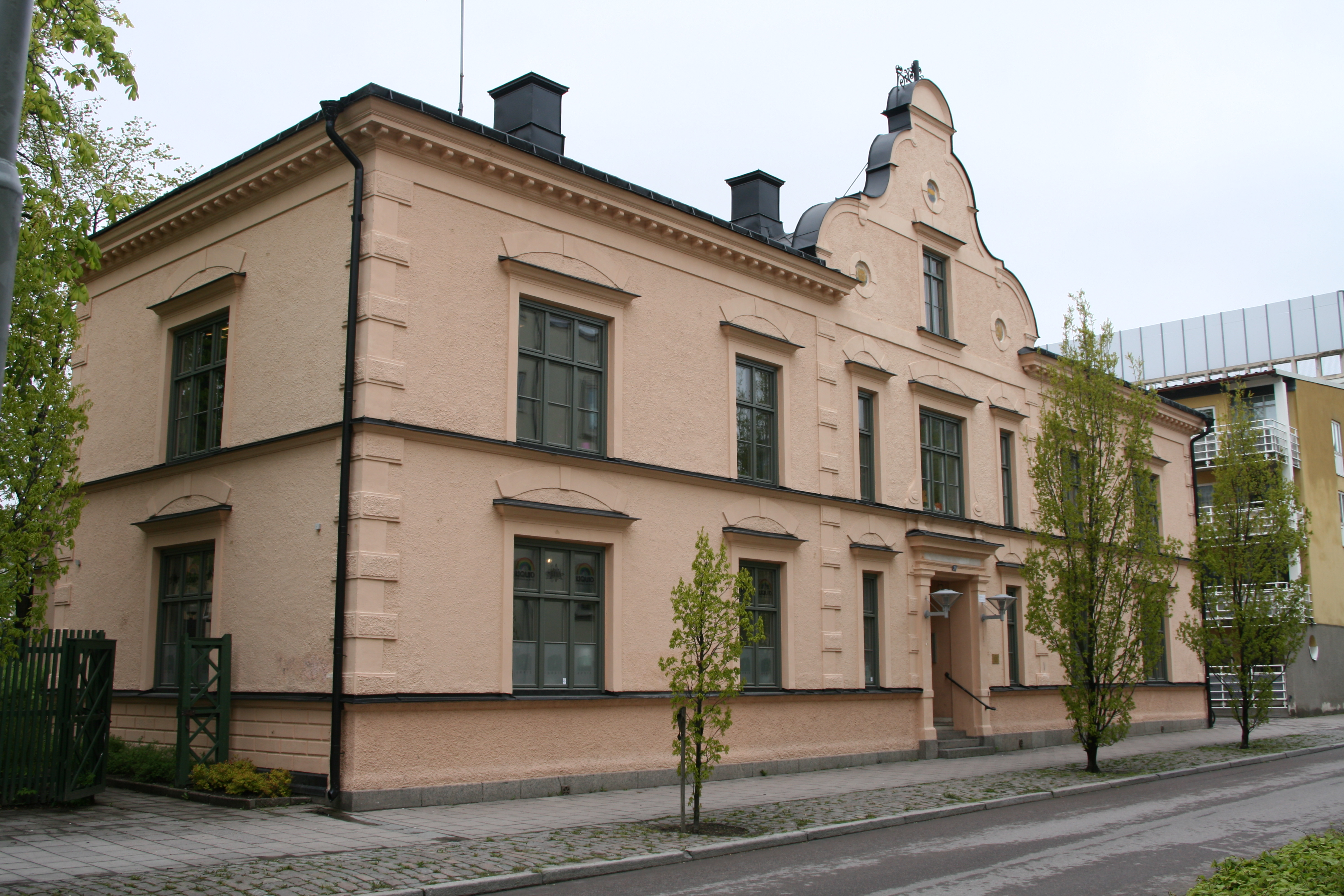
Arbis
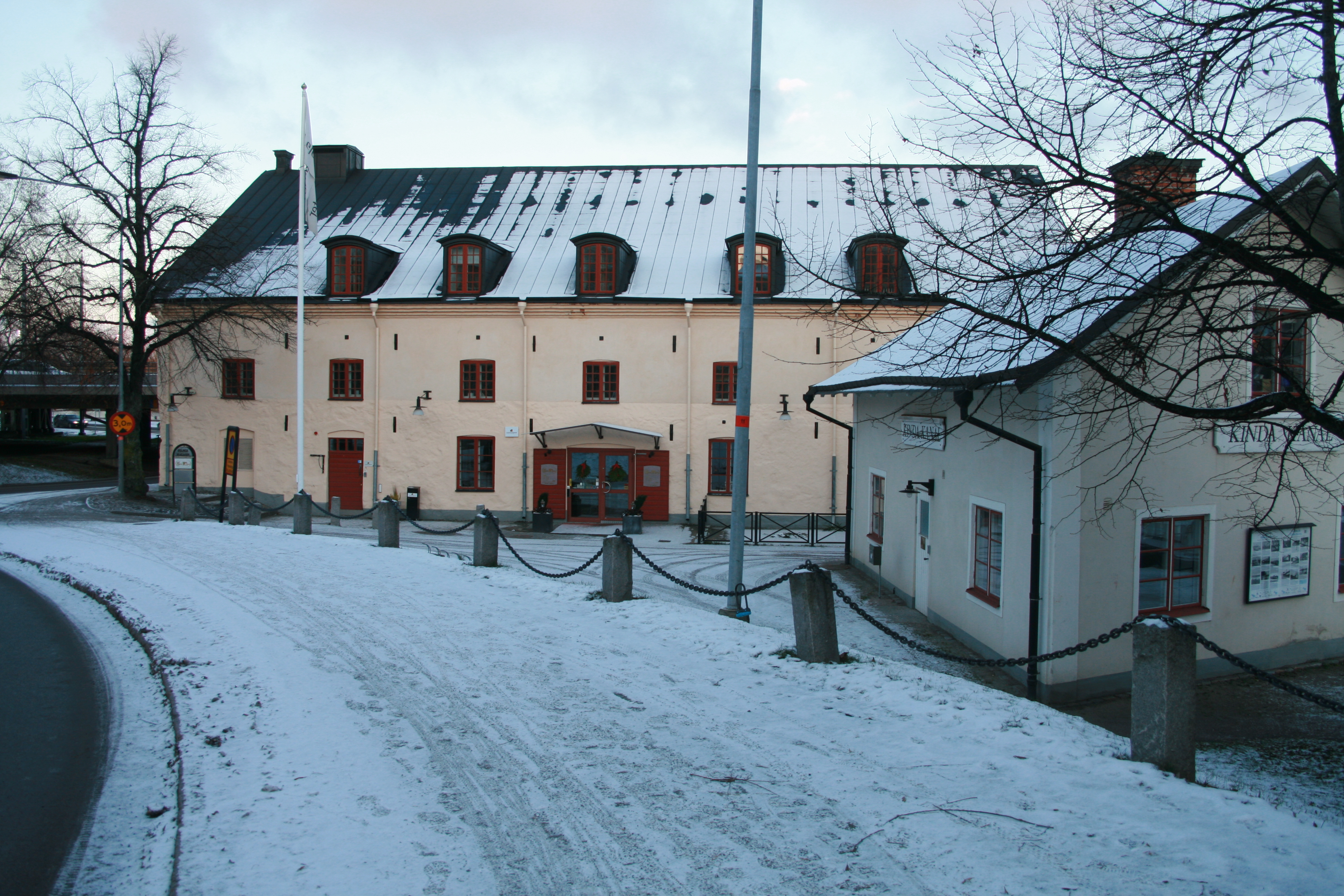
Stångs magasin
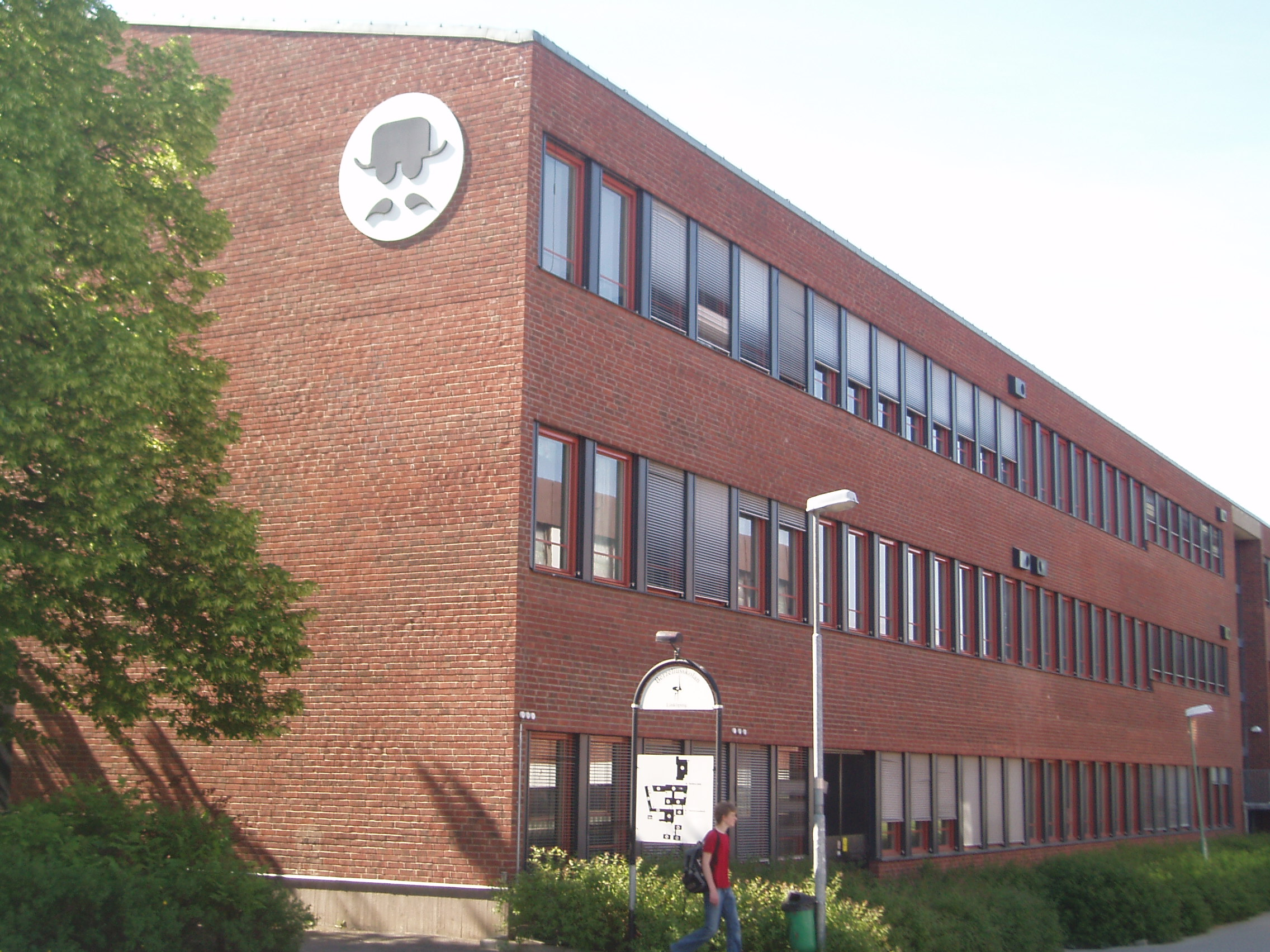
Berzeliusskolan
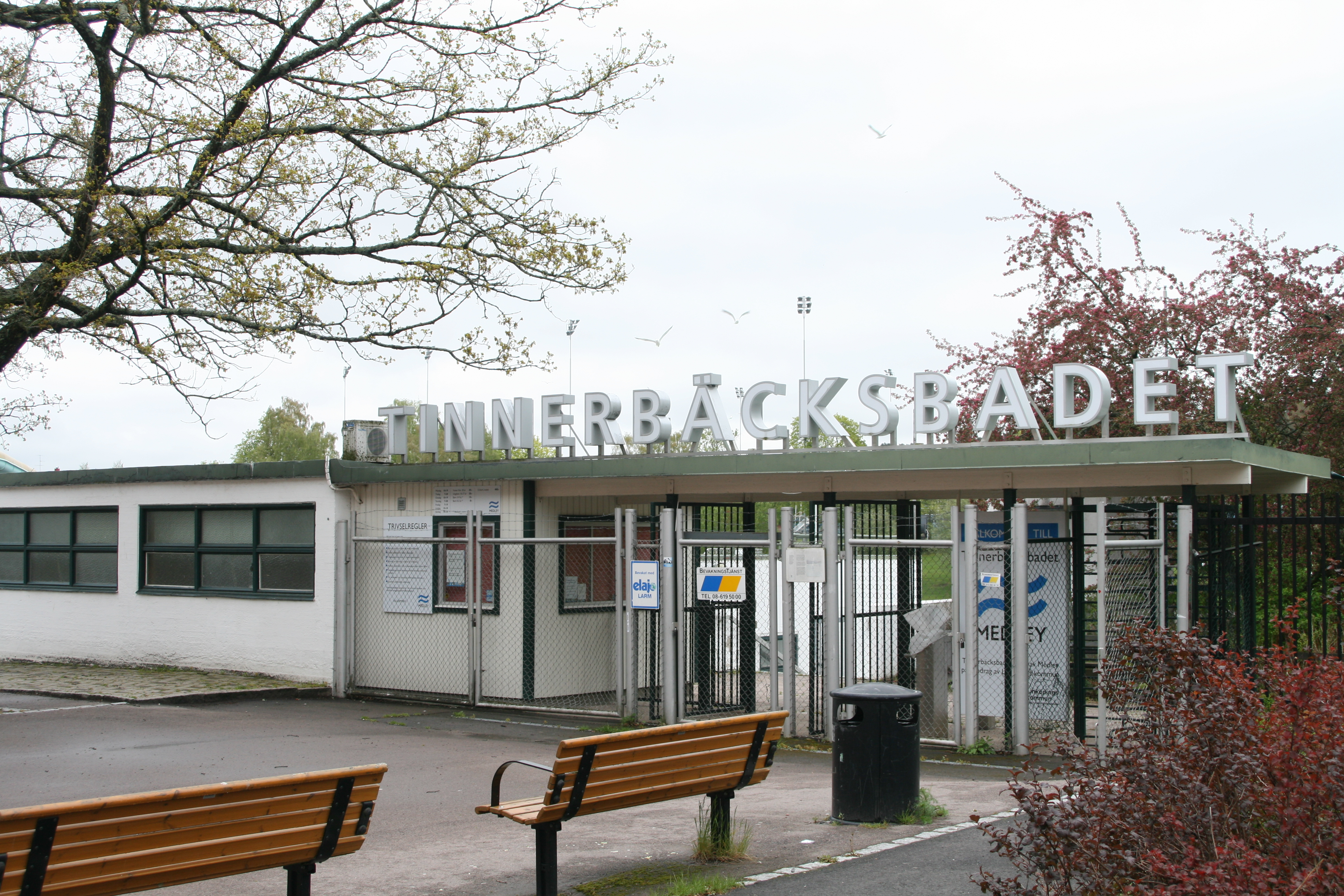
Tinnerbäcksbadet
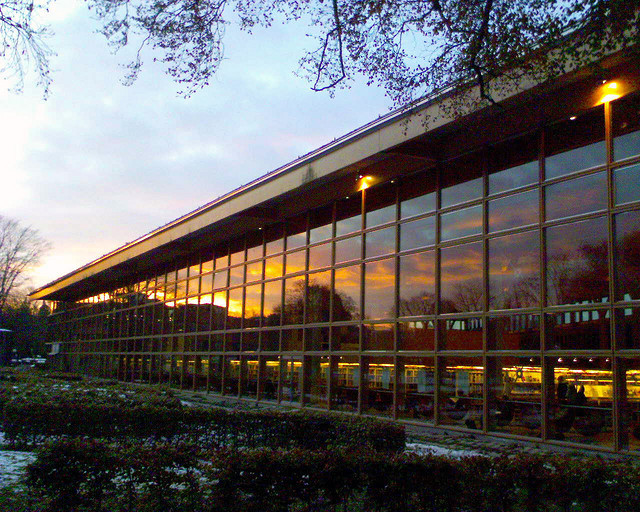
Linköpings stifts- och landsbibliotek
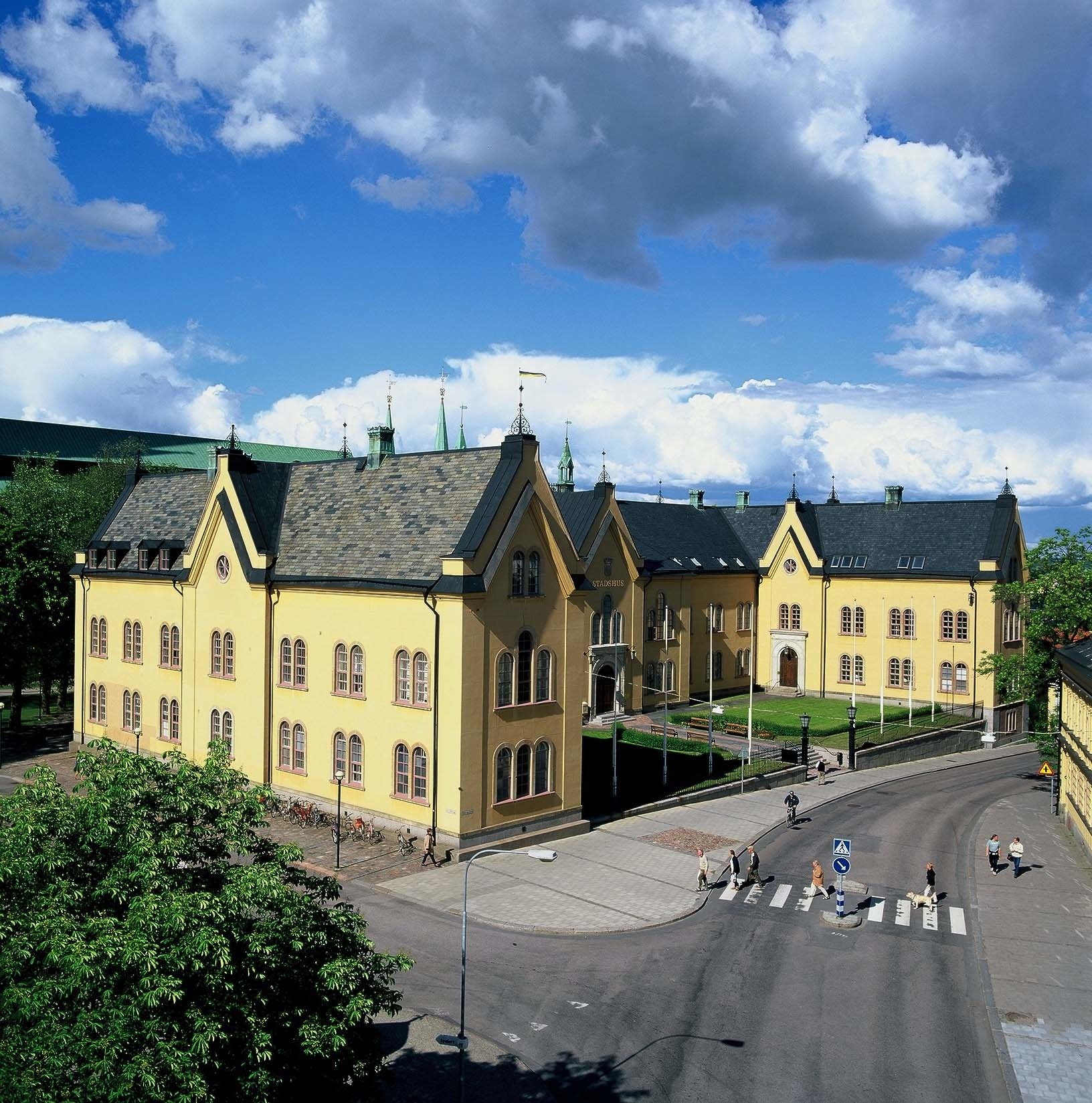
Linköpings stadshus